# На терапији
На терапији српска је телевизијска серија која је емитована од 19. октобра до 18. децембра 2009. године на телевизији Фокс Базирана је на израелској серији Be Tipul аутора Хагајиа Левија која је доживела велики успех у Израелу и у међувремену постала једна од најбољих израелских драмских остварења икада.

## Радња
Радња серије прати психотерапеута Љубомира Божовића кроз његове недељне сеансе са клијентима, укључујући и сусрете са сопственом терапеуткињом и ментором. Серија се састоји из пет линија приче које се одвијају у временском интервалу од девет недеља. Током серије судбине главних јунака (пацијената и њихових терапеута) се преплићу међусобно и њихов однос током сеансе битно мења њихове приватне животе.
Серија представља јединствену драму која прати пет пацијената који су на психотерапији (свака терапија подразумева девет сеанси). Сваки дан посвећен једном клијенту - Маји, Борису, Ани, Марку и Наталији - док је петак резервисан за сусрет главног протагонисте са својим некадашњим супервизором-ментором Вером.
Серија се бави свакодневним људским проблемима, односно психологијом свакодневног живота. Сваки клијент има сопствене и специфичне проблеме и потешкоће које у сарадњи са терапеутом покушава да „отклони“ не знајући и не слутећи куда ће их терапија заправо одвести. Са друге стране, особа од које сви траже помоћ и подршку, се суочава са сопственим страховима и несигурностима, од којих не може побећи.

## Карактеризације ликова
Љубомир је главни лик серије. Типични педесетогодишњак који иза свог ауторитета према пацијентима крије несређени живот. Упашће у замке које обично види када се не ради о њему. Његов приватни живот и брак се распадају а и професионалне дилеме су све израженије.
Љубомирову жену Даницу, љути што мора да се такмичи са клијентима за његову пажњу. Иако му свакодневно помаже да се избори са професионалним преокретима и проблемима, константно се осећа избаченом из Љубомировог професионалног живота. Смета јој претерана тајанственог њеног мужа, али и сама крије сопствене тајне.
Вера је Љубомиров терапеут. Она је алтер его његове савести, друштвене савести каква би она требало да буде, а нема је. Вера је ту да буде сведок, да неприхватање и негирање проблема води у исти амбис као и сам проблем. Љубомир и Вера су у константном пријатељско-терапеутском ратовању.
Борис је специјалац, професионални ратник које је провео задњих 20 година на терену. Прогоне га догађаји из прошлости који буде грижу савести у њему. Борис негира стварност, одбија да се суочи са реалним светом око себе. Његов отац је њега и мајку оставио у детињству што је утицало на Борисову психу. Он је арогантан, препотентан и врло често изазива провокацијама свог психијатра. Упркос томе, међу њима се развија готово очински однос.
Марко и Наталија су брачни пар, родитељи једног детета. На брачну терапију долазе у тренутку када је она после низа година покушаја трудна по други пут али жели да абортира. Тај чин открива њихове проблеме и различите амбиције. Разлике у образовању и остале разлике само су параван њиховог основног проблема – недостатка комуникације.
Маја је згодна и атрактивна анестезиолошкиња у тридесетим годинама и пролази кроз бурну емотивну кризу у вези. Емотивно нестабилна и веома манипулативна жена заљубљује се у свог терапеута. Током терапије константно покушава да оствари еротски трансфер са Љубомиром не бирајући начине и средства за испуњавање свог циља.
Ана је седамнаестогодишњакиња, спортиста, жртва пропалог брака својих родитеља, којој је спорт бег од породичних проблема. Заљубљује се у свог тренера и услед немогућности одржавања везе покушава самоубиство. Код Љубомира долази на процену где се отвара Пандорина кутија њених приватних проблема и фрустрација.

## Улоге
| Глумац:            | Улога:          |
| ------------------ | --------------- |
| Мики Манојловић    | Љубомир Божовић |
| Снежана Богдановић | Даница          |
| Бранка Цвитковић   | Вера            |
| Сергеј Трифуновић  | Борис           |
| Ненад Јездић       | Марко           |
| Тамара Вучковић    | Наталија        |
| Наташа Јањић       | Маја            |
| Драгана Дабовић    | Ана             |
| Миодраг Кривокапић | Борисов отац    |
| Ивана Вуковић      | Милица          |
| Јасна Ђуричић      | Љубица          |
| Светозар Цветковић | Мирко           |
| Дејан Матић Мата   | Страхиња        |
| Димитрије Динић    | Достављач пице  |
| Александра Јовић   | Пацијент        |